# Lars Berglund
Lars Erik Torsten Berglund, född 9 februari 1921 i Stockholm, död 14 juni 2002 i Täby, var en svensk författare, manusförfattare och pjäsförfattare. Han använde ibland pseudonymen Lars Helgesson.
Lars Berglund är begravd på Danderyds kyrkogård.

## Filmmanus
- 1959 – Den kära leken
- 1960 – Bröllopsdagen
- 1963 – Lyckodrömmen